# Papa Clement al VIII-lea
Papa Clement al VIII-lea ((n. 24 februarie 1536, Fano, Marchia Anconitana, Statele Papale – d. 3 martie 1605, Roma, Statele Papale), născut Ippolito Aldobrandini, a fost papă al Bisericii Catolice între anii 1592 și 1605.

## Familia și studiile
Era fiul unui vestit jurist și la rândul lui tot jurist bisericesc. Era credincios și ducea o viață modestă. Printre preoții care se bucurau de încrederea sa se numărau Filip Neri și prestigiosul istoric bisericesc și cardinal Cesare Baronio.
Ca și în trecutul papalității, și Clement al VIII-lea l-a răsplătit pe nepotul lui preferat, Pietro Aldobrandini, cu funcția unui cardinal (la fel, l-a ridicat în rang de cardinal pe verișorul acestuia, Cinzio Passeri Aldobrandini).
Cardinal din data de 18 decembrie 1585 la ordinul lui Sixtus al IV-lea, avea și funcția unui mare ponitențiar. Pe 30 ianuarie 1592 a fost ales în unanimitate noul papă, chiar dacă înaintea lui era vorbă de mai mulți candidați favorizați de regele spaniol Filip al II-lea, din care niciunul nu fusese în stare să adune suficienți adepți.

## Pontificatul
Pontificatul lui a fost printre cele mai importante ale reformei catolice, urmând indicațiile Conciliului Tridentin. A promulgat între 1595 și 1596 Pontificale Romanum și în 1600 Caeremoniale episcoporum, mai târziu și ediții noi ale Breviarului Roman (1602) și ale Missale Romanum (1604).
În 1596 a ordonat ediția nouă a listei cărților interzise de Biserică Index Librorum Prohibitorum.
În Anul Sfânt 1600 a anunțat, ca și papa Bonifaciu al VIII-lea în 1300, o indulgență de jubileu. Tot în 1600 papa a oferit, personal, în jur de 60 de indulgențe prin vizitarea celor patru catedrale principale. Cele șapte biserici patriarhale din Roma - destinațiile pelegrinilor - au fost vizitate chiar de aproximativ 160 de ori. Nu era ceva neobișnuit să-l vadă lumea pe papă mergând desculț în mijlocul mulțimii.
Congregația cardinalilor în legătură cu conflictul între moliniștii iezuiți și banezianiștii dominicani (Congregatio de Auxiliis, 1595-1608) asupra controversei harului sfințitor și eficace și a libertății de alegere și-a sfârșit lucrările sub conducerea acestui papă. Însă, decizia papală n-a mai fost niciodată publicată, datorită decesului surprinzător al lui Clement. Toți succesorii lui Paul al V-lea n-au mai vrut să se exprime referitor la această problemă. De fapt, papalitatea a interzis expres să se mai discute (de dragul restabilirii păcii și a carității dintre ordine, printr-o decizie a Inchiziției, din 1611), până ce problema va fi mai bine analizată și se va emite, de sus, ultima decizie. De-abia după secolul al XVII-lea disputa s-a stins, prin publicarea comentariilor clare ale Sfântului Toma din Aquino (Summa Theologiae 1-2, q. 111, a. 2).  

## Importanța culturală
Papa Clement al VIII-lea a construit la Roma Palatul "Chigi"⁠(en)[traduceți], care este în prezent sediul guvernului italian.